# الأزواج (مسلسل)
الأزواج بالفارسية (همسران) هو مسلسل فارسي. مؤلف من 40 حلقة مسلسل إيراني انتج في عام 1994 يبدو من عنوانه انه يتناول قضية الأزواج في قالب كوميدي قامت قناة آي ‌فيلم بدبلجة المسلسل إلى اللهجة المصرية.

## قصة المسلسل
مسلسل "الأزواج"، يعتبر أول مسلسل يتناول القضايا والأحداث التي تقع عادة في العمارات السكنية، عبر تناول حياة عائلتين تسكنان في عمارة واحدة وتتألف كل عائلة من زوجين.

## فريق العمل
فردوس كاوياني، ومهرانه مهين ترابي، وفرهاد جم، والهام باوه نجاد.